# Desko Mountains
Die Desko Mountains sind ein Gebirge mit westnordwest-ostsüdöstlicher Ausrichtung auf der westantarktischen Rothschild-Insel nordwestlich der Alexander-I.-Insel. Es erstreckt sich über eine Länge von 30 km vom Bates Peak bis zum Overton Peak und hat mit dem rund 1000 m hohen Enigma Peak im Gebirgskamm Fournier Ridge seine höchste Erhebung.
Der deutsch-baltische Seefahrer Fabian Gottlieb von Bellingshausen sichtete 1821 einen Teil des Gebirges bei seiner Antarktisfahrt (1819–1821). Auch der französische Polarforscher Jean-Baptiste Charcot erblickte es 1909 im Rahmen der Fünften Französischen Antarktisexpedition (1908–1910). Luftaufnahmen entstanden  bei der Operation Highjump (1946–1947) durch die United States Navy sowie bei der Ronne Antarctic Research Expedition (1947–1948). Diese dienten dem britischen Geographen Derek Searle von Falkland Islands Dependencies Survey im Jahr 1960 für eine Kartierung. Präzisiert wurde diese anhand von Luftaufnahmen der US Navy aus dem Jahr 1966 und mittels Landsataufnahmen aus dem Jahr 1975. Das Advisory Committee on Antarctic Names benannte das Gebirge nach Commander Daniel A. Desko (1937–2009) von der US Navy, Kommandeur der Flugstaffel VXE-6 bei der Operation Deep Freeze des Jahres 1977.